# Însemnări din Vama
Însemnări din Vama este un film românesc din 1980 regizat de Mirel Ilieșiu.